# Aeroportul Tanga
Aeroportul Tanga (IATA: TGT, ICAO: HTTG) este un aeroport din Regiunea Tanga, Tanzania ce deservește zona Tanga. Aeroportul a fost tranzitat în decembrie 2017 de 2.440 de pasageri. A fost numit după zona deservită.
Situat la o altitudine de 39 m, aeroportul dispune de o singură pistă. Este operat de Tanzania Airports Authority⁠(d).